# Mansilla de las Mulas
Mansilla de las Mulas is een gemeente in de Spaanse provincie León in de regio Castilië en León met een oppervlakte van 35,36 km². Mansilla de las Mulas telt 1.798 inwoners (1 januari 2016).